# Chiaki Mukai
Chiaki Naito-Mukai, född 6 maj 1952 i Tatebayashi i Gunma prefektur i Japan, är en före detta japansk läkare och astronaut. Hon var den första japanska kvinnan i rymden och var den första japanska medborgaren som hade två rymdflygningar. Båda var rymdfärjeuppdrag; hennes första var STS-65 ombord på rymdfärjan Columbia i juli 1994, vilket var ett Spacelabuppdrag. Hennes andra rymdflygning var STS-95 ombord på rymdfärjan Discovery 1998. Totalt har hon tillbringat 23 dagar i rymden.
Mukai valdes till astronaut av den japanska nationella rymdorganisationen NASDA, (nu kallad JAXA) 1985. Innan dess var hon biträdande professor vid Institutionen för hjärt-kärlkirurgi vid Keiouniversitetet, det äldsta universitetet i Japan. År 2015 blev hon vice president för Tokyo University of Science. Hon blev dessutom teknisk rådgivare hos JAXA.

## Utbildning
Mukai tog examen från Keio Girls Senior High School i Tokyo 1971. Hon doktorerade i medicin på Keio University School of Medicine, 1977; doktorsexamen i fysiologi, Keio University School of Medicine, 1988; certifierad som hjärtkirurg, Japan Surgical Society, 1989.
Mukai är medlem i American Aerospace Medical Association; Japan Society of Microgravity Applications; Japan Society of Aerospace and Environmental Medicine; Japanese Society for Cardiovascular and Thoracic Surgery och Japan Surgical Society.

## Astronautkarriär
1985 valdes Mukai ut som en av tre japanska kandidater för nyttolast för det första materialbehandlingsprovet (Spacelab-J), som flög ombord på STS-47. Hon fungerade också som reservspecialist för uppdraget Neurolab (STS-90). Mukai har loggat över 566 timmar i rymden. Hon flög ombord på STS-65 1994 och STS-95 1998. Hon var den första japanska kvinnan som flugit i rymden och den första japanska medborgaren som har flugit två gånger.
Som NASDA-astronaut var hon gästforskare vid avdelningen för kardiovaskulär fysiologi, Space Biomedical Research Institute, Lyndon B. Johnson Space Center, från 1987 till 1988. Mukai har varit forskarinstruktör vid Institutionen för kirurgi, Baylor College of Medicine, Houston, Texas, sedan 1992. Från 1992 till 1998 var hon gästdocent vid Institutionen för kirurgi, Keio University School of Medicine, Tokyo, och 1999 befordrades hon till gästprofessor vid universitetet.
Den 1 oktober 2003 slogs NASDA samman med ISAS (Institute of Space and Astronautical Science) och NAL (National Aerospace Laboratory of Japan) och döptes om till Japan Aerospace Exploration Agency, (JAXA).
Mukai blev biträdande uppdragsforskare för STS-107. I den egenskapen samordnade hon åtgärder för detta vetenskapliga uppdrag. 2009 var Mukai gästföreläsare vid International Space University.

## Eftermäle
Asteroiden 4750 Mukai är uppkallad efter henne.

## Rymdfärder
- STS-65
- STS-95

### Webbkällor
- Manned Astronautics - Figures & Facts